# Arthroleptidae
Arthroleptidae är en familj av groddjur som ingår i ordningen stjärtlösa groddjur (Anura). Enligt Catalogue of Life omfattar familjen Arthroleptidae 132 arter. 
Familjens medlemmar förekommer i Afrika söder om Sahara.
Arter i underfamiljen Arthroleptinae blir vanligen inte längre än 40 mm. Hos denna underfamilj förekommer inget grodyngel. De färdiga individerna utvecklas i äggen. I metamorfosen av arterna som tillhör underfamiljen Astylosterninae förekommer däremot grodyngel.
Underfamiljer och släkten enligt Amphibian Species of the World och Catalogue of Life:
- Arthroleptinae
  - Arthroleptis, 47 arter.
  - Cardioglossa, 19 arter.
- Astylosterninae
  - Astylosternus, 12 arter.
  - Leptodactylodon, 15 arter.
  - Nyctibates, 1 art.
  - Scotobleps, 1 aer.
  - Trichobatrachus, 1 art.
- Leptopelinae
  - Leptopelis, 53 arter.

## Bildgalleri

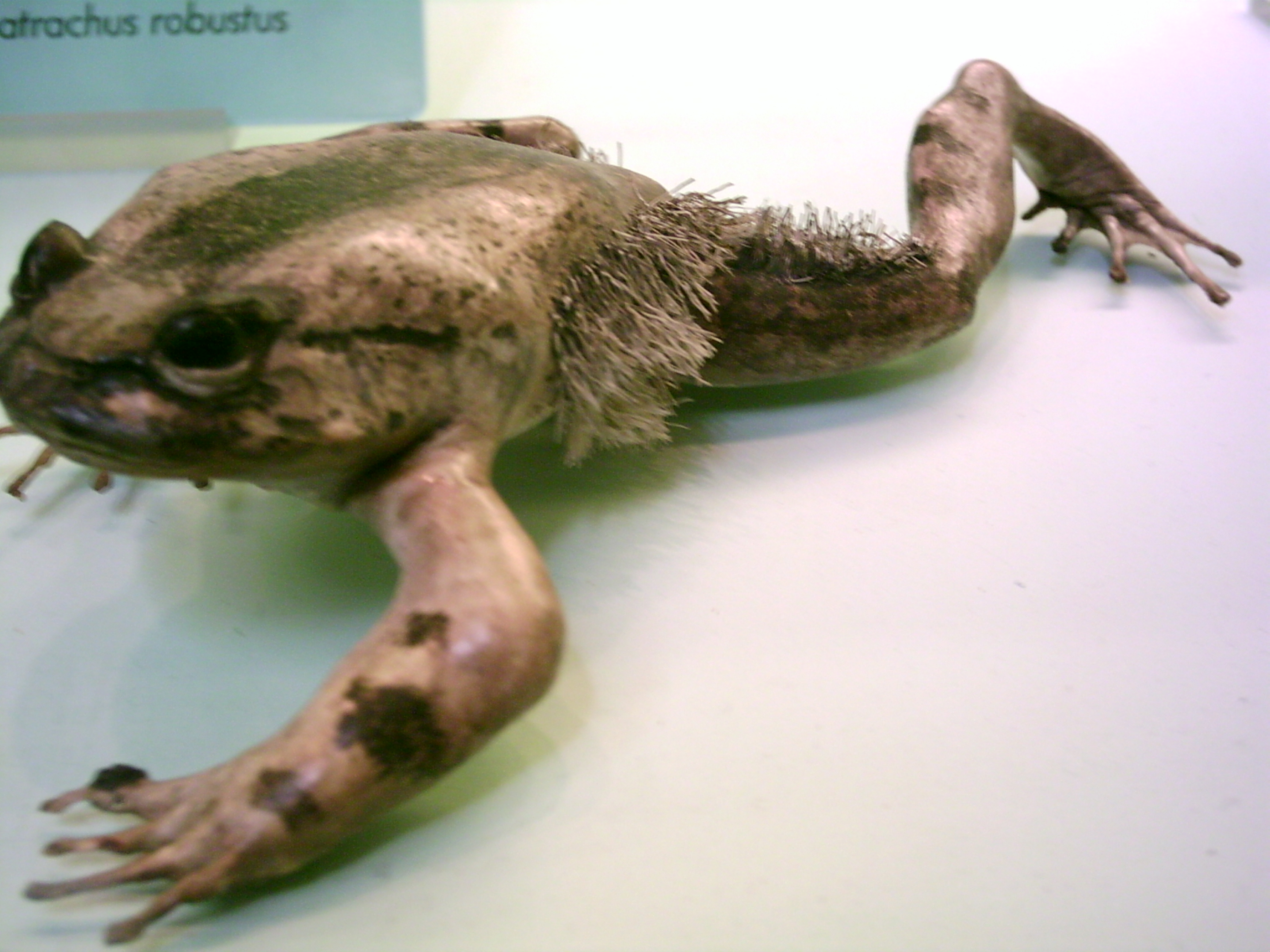
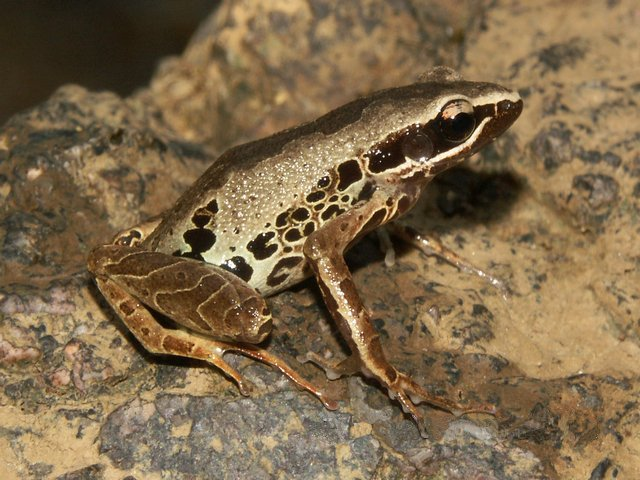
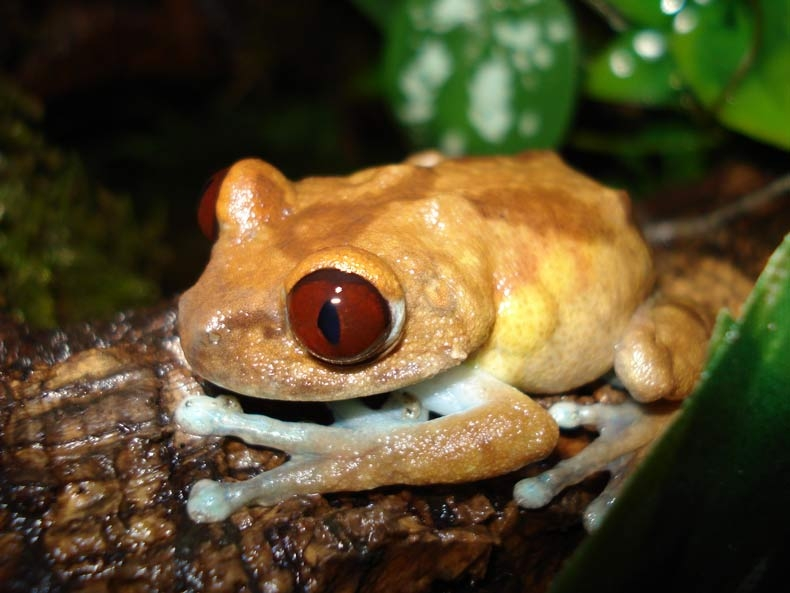
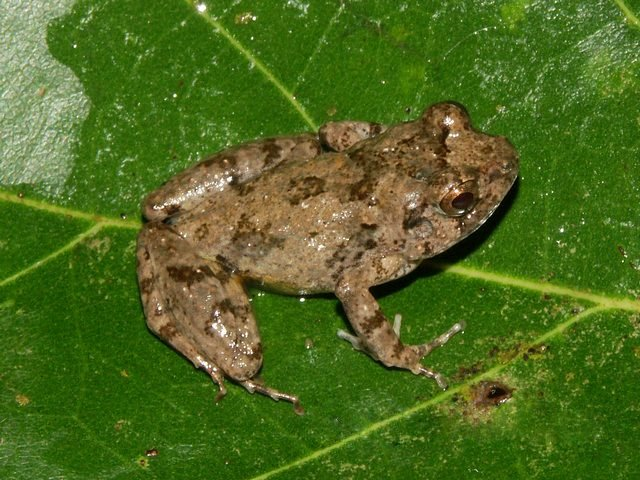
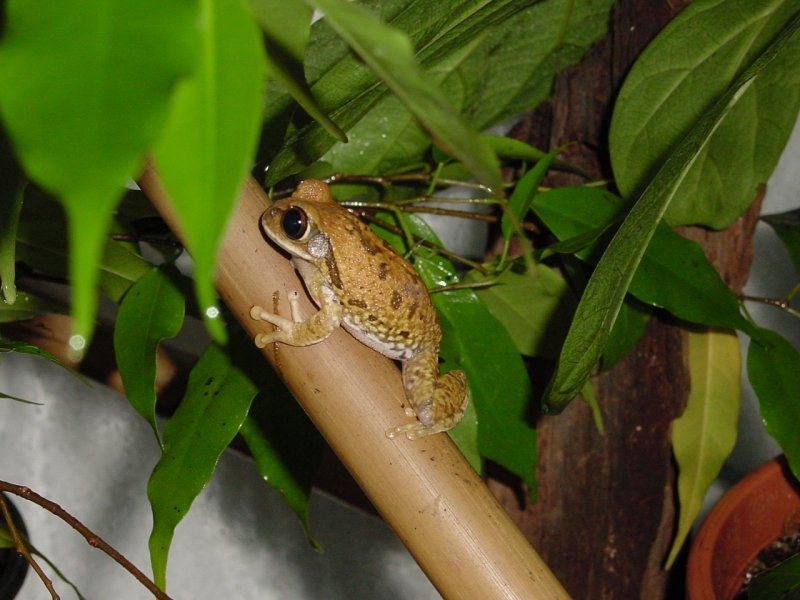